# Desperately Seeking Santa
Desperately Seeking Santa (Brasil: Procura-se um Papai Noel Desesperadamente / Portugal: Em Busca Do Pai Natal) é um telefilme canadense de comédia romântica estrelado por Laura Vandervoort e Nick Zano. Foi escrito por Michael J. Murray e dirigido por Craig Pryce. Estreou pela ABC Family no dia 27 de novembro de 2011, em sua programação anual 25 Days of Christmas.

## Sinopse
Jennifer Walker é uma ambiciosa executiva responsável por um shopping. Para ganhar uma tão sonhada promoção, ela precisa que o lugar faça muito sucesso durante as festas de fim de ano. Com esse objetivo, Jennifer cria um concurso que vai escolher o Papai Noel mais sexy. Porém, antes mesmo do início da competição, a jovem conhece um dos participantes, David Morretti. Aspirante a médico, David ajuda o pai a não perder sua pizzaria, que está sendo pressionada para ser derrubada e dar lugar a um prédio. Por isso, o rapaz precisa do prêmio de 10 mil dólares para tentar salvar o restaurante. A vitória de David na competição seria muito boa para todos. Com isso, os dois acabam se aproximando, mas nem tudo são flores e, talvez, Jennifer e David tenham que se afastar.

## Elenco
- Laura Vandervoort - Jennifer Walker
- Nick Zano - David Morretti
- Paula Brancati - Marissa Marlet
- John Bregar - Neal McCormick
- Patrick Garrow - Edgar Hillridge
- Natalie Krill - Brittany
- Gerry Mendicino - Senhor Moretti
- Chris Violette - Vincent Morretti
- Katie Griffin - Sonia Moretti
- Shamier Anderson - Hipster Jeremy
- Damien Atkins - Coreógrafo
- Lisa Berry - Christine Mayweather
- Diane Fabian - Senhora Clark
- Jai Jai Jones - George
- Kim Roberts - Tonya
- Reg Dreger - Santa gorda
- Marium Carvell - Maureen
- Sam Kalilieh - Pai
- Saara Chaudry - Garotinha
- Marshall Williams - Modelo masculino
- Gavin Fox - Guido Juicehead
- K. Trevor Wilson - Cara adiposo da audição
- Bree Wasylenko - Dançarina Rena
- Amanda Cleghorn - Dançarino Rena
- Miles Faber - Metro Santa
- Ariyena Sorani - Garotinha (não creditada)